# Saison 3 de Deuxième Chance
Chronologie
Saison 2
Saison 3 de la série télévisée américaine Deuxième Chance.

## Distribution

### Acteurs principaux
- Sela Ward (V. F. : Céline Monsarrat) : Elisabeth « Lily » Brooks Manning Sammler
- Billy Campbell (V. F. : Emmanuel Jacomy) : Richard « Rick » Sammler
- Jeffrey Nordling (V. F. : Michel Dodane) : Jake Manning
- Susanna Thompson (V. F. : Annie Le Youdec) : Karen Sammler
- Shane West (V. F. : Emmanuel Garijo) : Eli Sammler
- Julia Whelan (V. F. : Alexandra Garijo) : Grace Manning
- Evan Rachel Wood (V. F. : Marie Tirmont) : Jessie Sammler
- Meredith Deane (V. F. : Camille Donda) : Zoe Manning
- Marin Hinkle (V. F. : Virginie Mery) : Judy Brooks
- Todd Field (V. F. : Tanguy Goasdoué) : David Cassilli
- David Clennon : Miles Drentell (2000-2001)
- Jennifer Crystal (V. F. : Véronique Desmadryl) : Christie Parker (2000-2001)
- Ever Carradine (V. F. : Laura Préjean) : Tiffany Porter (2001-2002)
- Steven Weber (V. F. : Arnaud Bedouët) : Sam Blue (2001-2002)

### Acteurs récurrents
- Kelly Coffield (V. F. : Véronique Alycia) : Naomi Porter (1999-2000)
- Kimberly McCullough (V. F. : Chantal Macé) : Jennifer (1999-2000)
- Mark Feuerstein (V. F. : Maurice Decoster) : Leo Fisher (2000)
- Paul Mazursky : Phil Brooks
- Bonnie Bartlett : Barbara Brooks
- Patrick Dempsey (V. F. : Pierre Tessier) : Aaron Brooks (1999-2001)
- James Eckhouse (V. F. : Bernard Métraux) : Lloyd Lloyd (1999)
- David Clennon : Miles Drentell
- Steven Weber : Samuel Blue
- Audrey Marie Anderson (V. F. : Laura Blanc) : Carla Aldrich (2000-2001)
- Ever Carradine (V. F. : Laura Préjean) : Tiffany Porter (2000-2001)
- Jennifer Crystal : Christy Parker
- Paul Dooley : Les Creswell
- Eric Stoltz : Mr Dimitri
- Alexandra Holden : Cassidy
- Dennison Samaroo : Saj
- Mischa Barton : Katie Singer (2001-2002)
- Adam Brody : Coop (1999-2001)

### Épisode 1:La Main dans le sac
- États-Unis /  Canada : 28 septembre 2001
- France : 8 mars 2002

- Kay Lenz : Stephanie Arlen

### Épisode 2:En toute franchise
- États-Unis /  Canada : 5 octobre 2001
- France : 15 mars 2002

- Paul Dooley : Les Cresswell
- Eric Stoltz : August Dimitri
- Mark Valley : Will Gluck

### Épisode 3:La Vie en bleue
- États-Unis /  Canada : 12 octobre 2001
- France : 22 mars 2002

- Sharon Omi : Infirmière
- Saul Rubinek : Colin Fleischer
- Samantha MacLachlan : Victoria

### Épisode 4:Coup de théâtre
- États-Unis /  Canada : 19 octobre 2001
- France : 29 mars 2002

- Natasha Gaty : Alexa Yagoda
- Ashlee Turner : Cynthia McCormick
- Ira David Wood : Ajay Lieberman

### Épisode 5:Jalousies
- États-Unis /  Canada : 2 novembre 2001
- France : 5 avril 2002

- Meagen Fay : Dr Sherri Snyderman
- Miriam Flynn : Gayle Stephenson
- James Lafferty : Tad
- Ira David Wood : Ajay Lieberman

### Épisode 6:Le Pouvoir des femmes
- États-Unis /  Canada : 9 novembre 2001
- France : 12 avril 2002

- Jodi Harris : Kate Slate
- Susie Park : Dr Lu

### Épisode 7:La Théorie du chaos
- États-Unis /  Canada : 23 novembre 2001
- France : 19 avril 2002

- Josh Breslow : Silvius
- Scott Cleverdon : Ian
- Granger Green : Sue
- Benito Martinez : Raoul
- Ashlee Turner : Cynthia McCormick

### Épisode 8:Désirs
- États-Unis /  Canada : 30 novembre 2001
- France : 26 avril 2002

- Edward Atterton : Steven Slater
- James Lafferty : Tad
- Maggie Palomo : Mme Lovatelli

### Épisode 9:Confiance en soi
- États-Unis /  Canada : 7 décembre 2001
- France : 3 mai 2002

- Chris Babers : Russell
- Lizzy Caplan : Sarah
- Natasha Gaty : Alexa Yagoda
- James Lafferty : Tad
- Kristin Richardson : Delancey

### Épisode 10:Tous ensemble
- États-Unis /  Canada : 14 décembre 2001
- France : 10 mai 2002

- Rosalind Chao : Tami Seitz
- Danielle Wolf : Edith
- Paul Dooley : Les Cresswell
- Jacob Smith : Jamie Blue

### Épisode 11:Solitude
- États-Unis /  Canada : 4 janvier 2002
- France : 17 mai 2002

- Bess Fanning : Caroline
- Rebecca McFarland : Melissa
- Jane Sibbett : Jeannine Blue

### Épisode 12:Effets secondaires
- États-Unis /  Canada : 11 janvier 2002
- France : 25 mai 2002

- Steven Mayhew : Adam Breslow
- Leighton Meester : Amanda

### Épisode 13:Culpabilités
- États-Unis /  Canada : 4 mars 2002
- France : 31 mai 2002

- Stephanie Brown : Stacy
- John Lehr : Kenny
- D.B. Woodside : Henry Higgins

### Épisode 14:À cœur perdu
- États-Unis /  Canada : 11 mars 2002
- France : 7 juin 2002

- Chris Babers : Russell
- Alexandra Bokyun Choi : Christine Kim
- Deborah Van Valkenburgh : Mlle Gonzalez

### Épisode 15:Les Maris, les Ex, les Enfants
- États-Unis /  Canada : 18 mars 2002
- France : 14 juin 2002

- Shonda Farr : Nina
- John Lehr : Kenny
- Will Radford : Larry
- Jane Sibbett : Jeannine Blue

### Épisode 16:Les Rêves d'Aaron
- États-Unis /  Canada : 25 mars 2002
- France : 21 juin 2002

- Patrick Dempsey : Aaron Brooks
- Winnie Holzman : Shelley
- E.P. McKnight : Annie
- Esther Mercado : Macey
- Robert Prosky : Herbert Miller
- Ally Sheedy : Miriam Rose Miller

### Épisode 17:Amour interdit
- États-Unis /  Canada : 1er avril 2002
- France : 28 juin 2002

- Darius Dudley : M. Brooker
- Lee Garlington : Mlle Conway
- Natasha Gaty : Alexa Yagoda

### Épisode 18:Pour ne pas la perdre
- États-Unis /  Canada : 8 avril 2002
- France : 5 juillet 2002

- Kate Freund : Nikki
- Erica Yoder : Employée

### Épisode 19:La Chance d'une vie
- États-Unis /  Canada : 15 avril 2002
- France : 12 juillet 2002

- Saul Rubinek : Colin Fleischer
- Tim Snay : Prêtre
- D.B. Woodside : Henry Higgins
- Missy Yager : Sophia